# Gaëlle Legrand
Pour les articles homonymes, voir Legrand.
Gaëlle Legrand, née le 15 juillet 1961 à Brest, est une actrice française des années 1980.

## Filmographie

### Cinéma
- 1979 : Le Mors aux dents de Laurent Heynemann
- 1979 : Les Héroïnes du mal de Walerian Borowczyk
- 1980 : L'Avare de Jean Girault
- 1980 : Pile ou Face de Robert Enrico
- 1980 : Tendres Cousines de David Hamilton
- 1981 : Clara et les Chics Types de Jacques Monnet
- 1981 : Elle voit des nains partout ! de Jean-Claude Sussfeld
- 1981 : La Soupe aux choux de Jean Girault
- 1981 : Viens chez moi, j'habite chez une copine de Patrice Leconte
- 1981 : Si ma gueule vous plaît de Michel Caputo
- 1982 : Josepha de Christopher Frank
- 1982 : La Boum 2 de Claude Pinoteau
- 1983 : Circulez y'a rien à voir de Patrice Leconte
- 1986 : La Gitane de Philippe de Broca
- 1986 : Zone rouge de Robert Enrico
- 1987 : Funny Boy de Christian Le Hémonet
- 1987 : Club de rencontres de Michel Lang

### Télévision
- 1980 : Je dors comme un bébé de Jacques Fansten
- 1986 : Tous en boîte de Charles Nemes
- 1987 : Marc et Sophie (1 épisode)
- 1989 : Flickan vid stenbänken de Marianne Ahrne
- 1991-1992 : Riviera (série)
- 1991 : V comme vengeance (1 épisode)
- 1993-1997 : Inspecteur Médeuze (2 épisodes)

### Clip
- 1986 : Pas toi de Jean-Jacques Goldman